# 三栄本社
株式会社三栄本社（さんえいほんしゃ）は、山形県山形市に本部を置く企業。
オリジナルブランドのとん八、ピソリーノの経営の他、モスバーガー、コメダ珈琲など複数のフランチャイザーに加盟して山形県内を中心に店舗展開を行っている。

## 歴史

### 1970年代
1972年に会社を設立。小松崎栄社長率いる、ハワイグル―プ。本部会社の南洋観光(株)の地方分社キャバレーハワイのＦＣ多店舗展開おにぎりサンエーなどを経営のアパートはキャバレー時代の従業員寮である。

### 1980年代
1980年3月、モスバーガーチェーンに加盟し、山形市の七日町にモスバーガー山形七日町店をオープンさせた。1987年3月には山形市郊外にモスバーガー山形桜田店、翌年1988年9月には天童市に山形県内初のドライブスルーハンバーガーショップとしてモスバーガー天童店をオープンさせている。

### 1990年代
1992年3月になか卯のチェーンに加盟し、山形県内で初となる牛丼チェーン店のなか卯山形駅前大通り店（現在は閉店）をオープン。同年6月にはオリジナルブランドとしてとんかつとん八を立ち上げ、本店がオープンした。

### 2000年代
2003年、東根市に山形県内初のドライブスルー和食ファーストフード店としてなか卯 さくらんぼ東根駅前店がオープン。2006年には昭和ホルモン亭を山形駅前に出店した。2009年2月にはどんQ製麺を山形市に出店。

### 2010年代
2010年7月、オリジナルブランドの菜園ブッフェ ピソリーノを開店。 2013年には山形市の飯田（国道13号山形バイパス沿い）と西回りバイパス沿いにかつて存在したなか卯の店舗の跡地に伝説のすた丼屋をオープンさせた。2015年には仙台市にモスバーガー仙台中山店とモスバーガー仙台泉中央店をオープンさせるなど宮城県にも店舗展開行った。同年にはコメダ珈琲店チェーンにも加盟している。
2018年、リンガーハット山形TUY通り店が三栄グループの傘下となった。

## 沿革
- 1972年（昭和47年）12月8日 - 会社設立。
- 2000年（平成12年）3月 - 農林水産省主催の第8回優良フードサービス事業者等表彰の地域活性化部門で、農林水産大臣賞受賞。
- 2011年（平成23年）7月 - 農林省主催優良外食産業「地産地消推進部門」にて農林水産大臣賞受賞。

## 事業

### 外食部門
地域オリジナルブランド
- とん八
- 菜園ブッフェ ピソリーノ

フランチャイズ
- モスバーガー
- なか卯
- どんQ製麺
- 昭和ホルモン亭
- 伝説のすた丼屋
- 焼肉りんご苑
- コメダ珈琲店
- リンガーハット

### その他
- コインランドリー
- アパート賃貸